# Comté de Cloud
Le comté de Cloud est l’un des 105 comtés de l’État du Kansas, aux États-Unis. Fondé le 27 mars 1867, il a été nommé en hommage au colonel William F. Cloud.
Siège et plus grande ville : Concordia.

## Historia

### Historia temprana
Durante muchos milenios, las Grandes Llanuras de Norteamérica estuvieron habitadas por nativos americanos nómadas. Desde el siglo XVI hasta el XVIII, el Reino de Francia reclamó la propiedad de grandes zonas de Norteamérica. En 1762, tras la Guerra Francesa e India, Francia cedió en secreto Nueva Francia a España, según el Tratado de Fontainebleau.

### Siglo XIX
En 1802, España devolvió la mayor parte de las tierras a Francia, pero conservó la titularidad de unas 7.500 millas cuadradas. En 1803, Estados Unidos adquirió a Francia la mayor parte de las tierras del actual Kansas como parte de la Compra de Luisiana, de 828.000 millas cuadradas, a 2,83 centavos por acre.
En 1854, se organizó el Territorio de Kansas y, en 1861, Kansas se convirtió en el 34º estado de EE UU. En 1867, se estableció el condado de Cloud.
El condado de Cloud se llamó originalmente condado de Shirley, pero los líderes cívicos temían que sonara demasiado como el nombre de una prostituta. Entonces se rebautizó como condado de «Cloud» en honor del coronel William F. Cloud.

## Démographie

Pyramide des âges.

## Géolocalisation
| Comté de Jewell   | Comté de Republic | Comté de Washington |
| Comté de Mitchell | Comté de Cloud    | Comté de Clay       |
|                   | Comté d’Ottawa    |                     |